# Flamands
 (juillet 2018).
Si vous disposez d'ouvrages ou d'articles de référence ou si vous connaissez des sites web de qualité traitant du thème abordé ici, merci de compléter l'article en donnant les références utiles à sa vérifiabilité et en les liant à la section « Notes et références ».
Le terme « Flamand »  désigne en français un sous-groupe ethnique germanique aux mêmes origines que les Néerlandais, distribué entre la Belgique, la France et les Pays-Bas, dont l'identité est enracinée dans le souvenir du comté de Flandre. Historiquement, dans une large mesure, ce sont des « Néerlandais majoritairement catholiques » qui ont pris leur indépendance, conjointements avec les Wallons (également catholiques mais francophones), vis-à-vis des Pays-Bas (majoritairement protestants). Les Flamands habitant en Flandre française sont souvent appelés Flamands français pour les distinguer des Flamands belges tandis que les Flamands néerlandais habitant, eux, la Flandre zélandaise sont souvent appelés Flamands zélandais. Au sens strict, le terme « Flamand » désigne en linguistique deux dialectes parlés actuellement en grande partie sur le territoire de l'ancien comté de Flandre, le flamand oriental et le flamand occidental (le flamand oriental est parlé en Flandre Orientale (Belgique) et en Flandre zélandaise, le flamand occidental est parlé en Flandre Occidentale (Belgique), en Flandre française et en Flandre zélandaise).
Le terme « Flamand » est aussi employé pour décrire les néerlandophones de Belgique provenant de la région belge de la Flandre. Ces Flamands linguistiques sont l'un des deux principaux groupes linguistiques de la Belgique, l'autre étant les Wallons francophones. Autrefois, étaient parlés dans le comté des Flandres principalement le flamand, une langue germanique proche du vieux-francique des Francs saliens, ainsi que le picard, une langue romane.
Les frontières belges de la région administrative flamande et de la communauté institutionnelle flamande ne correspondent pas exactement à celle de la Flandre historique.

## Ethnonymie

Carte détaillée des dialectes néerlandais.

Emprunt au moyen néerlandais vlaminc « flamand ». La forme Flamengs est attestée vers l'an 1100 et signifie « habitants de la Flandre ».
Par métonymie, le terme « Flamand » est aussi employé pour décrire les néerlandophones de Belgique provenant de la région belge de la Flandre. Ils sont appelés en néerlandais « Vlamingen » et vivent effectivement sur les terres de l'ancien comté des Flandre (Flandre-Occidentale et Orientale) ou pas.

## Distribution géographique
Le terme « Flamand » désigne en français un groupe ethnique distribué entre la France, la Belgique et les Pays-Bas  dont l'identité est enracinée dans le souvenir du comté de Flandre.
En effet, du fait de la partition prononcée en 1678 lors des traités de paix de Nimègue du comté de Flandre entre le royaume de France et les Pays-Bas des Habsbourg, les Flamands ethniques ne partagent pas les mêmes nationalités. Les Flamands habitant en Flandre française sont souvent appelés Flamands français pour les distinguer des Flamands belges tandis que les Flamands néerlandais habitant, eux, la Flandre zélandaise sont souvent appelés Flamands zélandais.

### Flamands de Belgique
En Belgique, les Flamands représentent, en 2003, environ 60 % de la population. Ils forment dans le pays un groupe clairement identifié de par leur langue et leurs coutumes.

### Diaspora flamande
- Flamands de France
- Flamands des Pays-Bas : la plupart des frontières culturelles des Flamands avec les Pays-Bas sont minces, car les Flamands partagent la même langue, des coutumes similaires et la religion catholique, même si, pour ce troisième aspect, il est surtout vérifié dans le sud des Pays-Bas[3].
- Flamands des Açores
- Canadiens d'origine flamande (en)
- Immigration flamande en Wallonie

## Aspects linguistiques
Traditionnellement, étaient parlés dans le comté des Flandres principalement le flamand, une langue germanique proche du vieux-francique des Francs saliens, ainsi que le picard, une langue romane. L'introduction du français dans la région ainsi que la standardisation du néerlandais sur la base du hollandais va progressivement effacer cette distinction originelle au profit d'une distinction francophone/néerlandophone qui sera renforcée par la question flamande en Belgique. Seul le flamand français a conservé en partie l'ancienne orthographe de la langue.
Les Flamands linguistiques, c'est-à-dire néerlandophones, sont l'un des deux principaux groupes linguistiques de la Belgique (environ 60% de la population), l'autre étant les Wallons, francophones. 

## Questions de frontières
Les frontières belges de la région administrative flamande ainsi que celles de la communauté institutionnelle flamande ne correspondent pas exactement à celle de la Flandre historique car les frontières linguistiques ne joignent pas forcément les frontières historiques. Ainsi, des parties francophone appartenant traditionnellement à l'ancien comté de Flandre, comme l'arrondissement de Mouscron par exemple, sont aujourd'hui situées en région wallonne, tandis que des provinces aujourd'hui dites flamandes, comme le Brabant flamand, ne font traditionnellement pas partie de la Flandre.